# Hien
Pour les articles homonymes, voir Hien (homonymie).
L'Hien est une rivière française, en région Auvergne-Rhône-Alpes, dans le département de l'Isère dans l'arrondissement de La Tour-du-Pin. Ce cours d'eau est un affluent gauche de la Bourbre et donc, un sous-affluent du Rhône.

## Géographie
D'une longueur de 17,2 km, la rivière se présente, dans l'ensemble de son parcours, sous la forme d'un torrent au débit fluctuant selon les saisons. Elle prend sa source au niveau sur le territoire de Belmont au hameau de la Voie de Vienne, dans la région naturelle des Terres froides dans la partie septentrionale du département de l'Isère.
L'Hien coule globalement du sud vers le nord.

### Communes et cantons traversés
Le ruisseau de l'Hien s'écoule sur le territoire de neuf communes du département de l'Isère, toutes situées dans l'arrondissement de La Tour-du-Pin : Belmont qui héberge la source, Montrevel, Biol, Doissin, Torchefelon, Montagnieu, Sérézin-de-la-Tour, Saint-Victor-de-Cessieu et Cessieu où se situe sa confluence avec la Bourbre (lieu-dit Pré du Battoir).
Cette petite rivière s'écoule sur le territoire de trois cantons : le canton du Grand-Lemps ou se situe sa source, le canton de Bourgoin-Jallieu et le canton de Tour-du-Pin où se situe sa confluence avec la Bourbre.

### Bassin versant
L'Hien traverse une seule zone hydrographique « l'Hien » V172 de 70 km2 de superficie. Ce bassin versant est constitué à 82,03 % de « territoires agricoles », à 13,06 % de « forêts et milieux semi-naturels », à 5,18 % de « territoires artificialisés ».

### Organisme gestionnaire
Le Syndicat Mixte d'Aménagement du Bassin de la Bourbre, regroupant soixante-quinze communes, est la structure de gestion du bassin.

## Affluents
Cette rivière compte cinq affluents qui sont de modestes ruisseaux :
- le ruisseau de Bournand (rd[note 1]), 1,6 km sur la seule commune de Doissin[4]
- le ruisseau des Molles (rd), 3,1 km sur les quatre communes de Voisin, Chelieu, Torchefelon, Montagnieu[5] avec un affluent :
  - le ruisseau du Rousset (rd), 1,3 km sur les deux communes de Voisin et Montagnieu.
- le ruisseau du Fayet ou ruisseau du Rivas Lavanche (rg), 1,5 km sur la seule commune de Torchefelon[6] avec un affluent :
  - le ruisseau du Rivas (rd) selon Géoportail.
- le ruisseau de Biève (rd), 5 km sur les trois communes de Torchefelon, Montagnieu, Sainte-Blandine[7]
- le ruisseau d'Ancone (rg), 4 km sur les quatre communes de Torchefelon, Cessieu, Serezin-de-la-Tour, Saint-Victor-de-Cessieu[8]

### Rang de Strahler
Donc son rang de Strahler est de trois par le ruisseau des Molles.

## Hydrologie
Le régime hydrologique de l'Hien est dit pluvio-nival.

Quelques vues sur le ruisseau de l'Hien et sa vallée
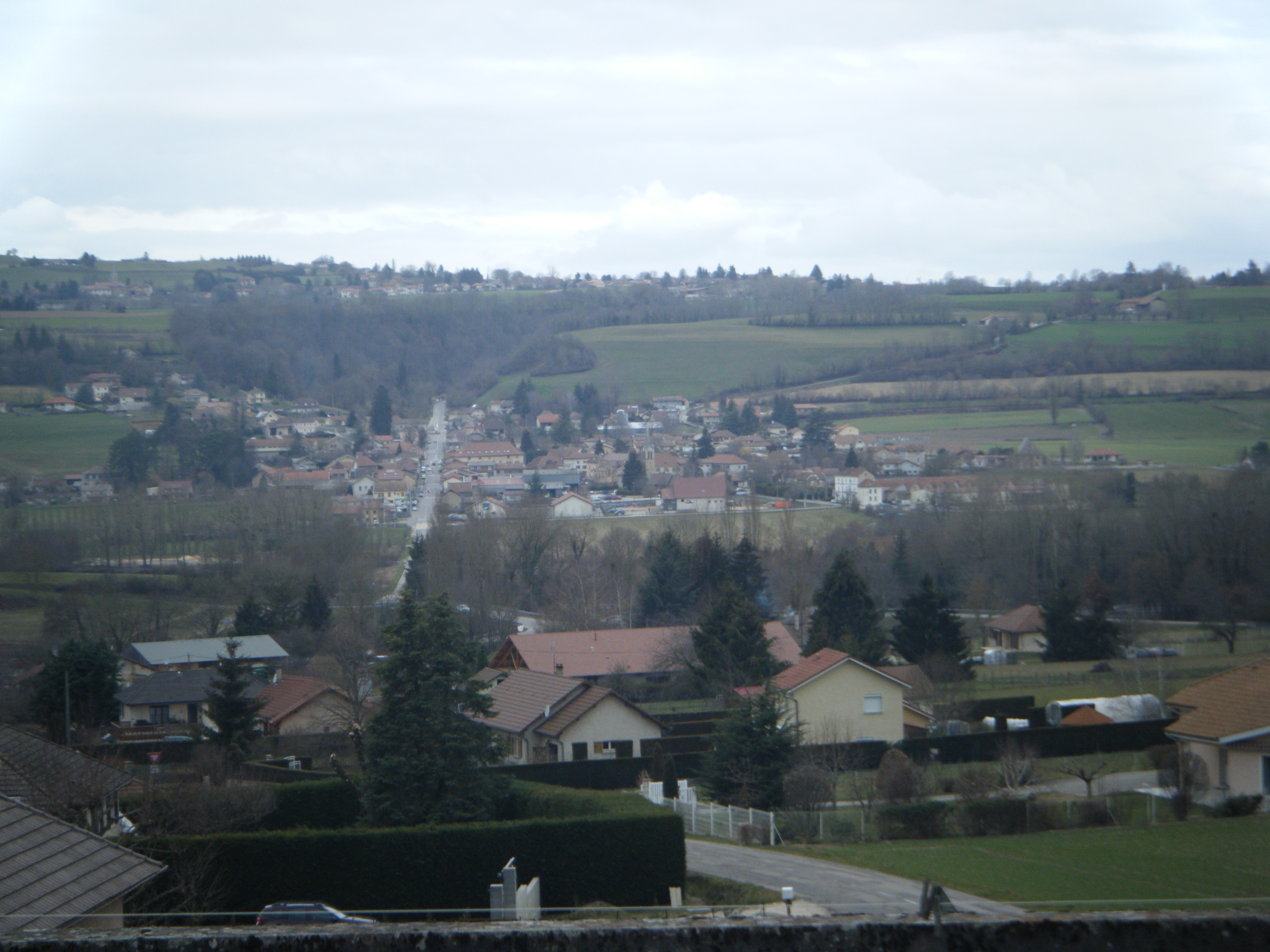
Vallée de l'Hien entre Biol et Montrevel
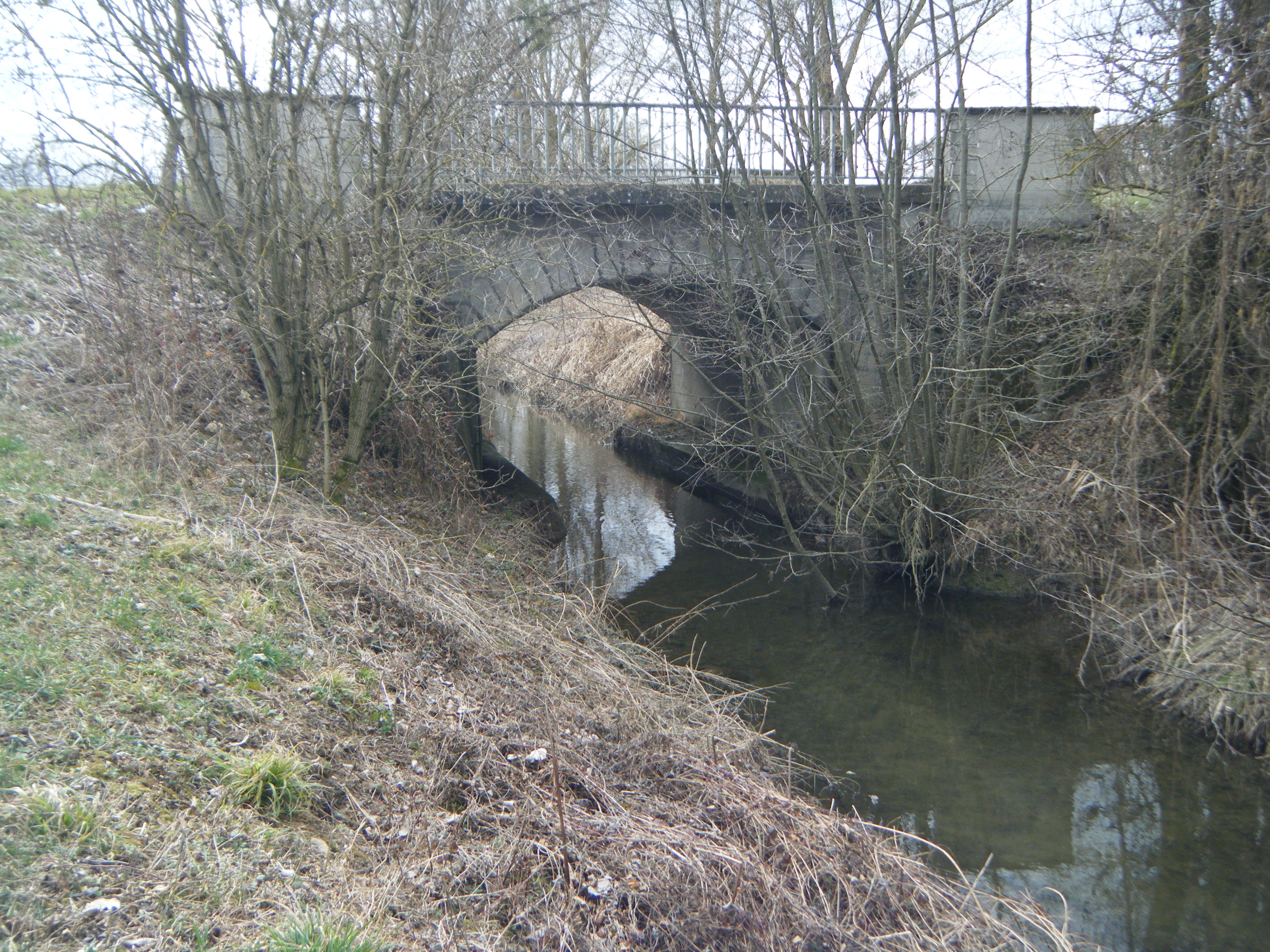
Pont sur l'Hien entre Biol et Montrevel
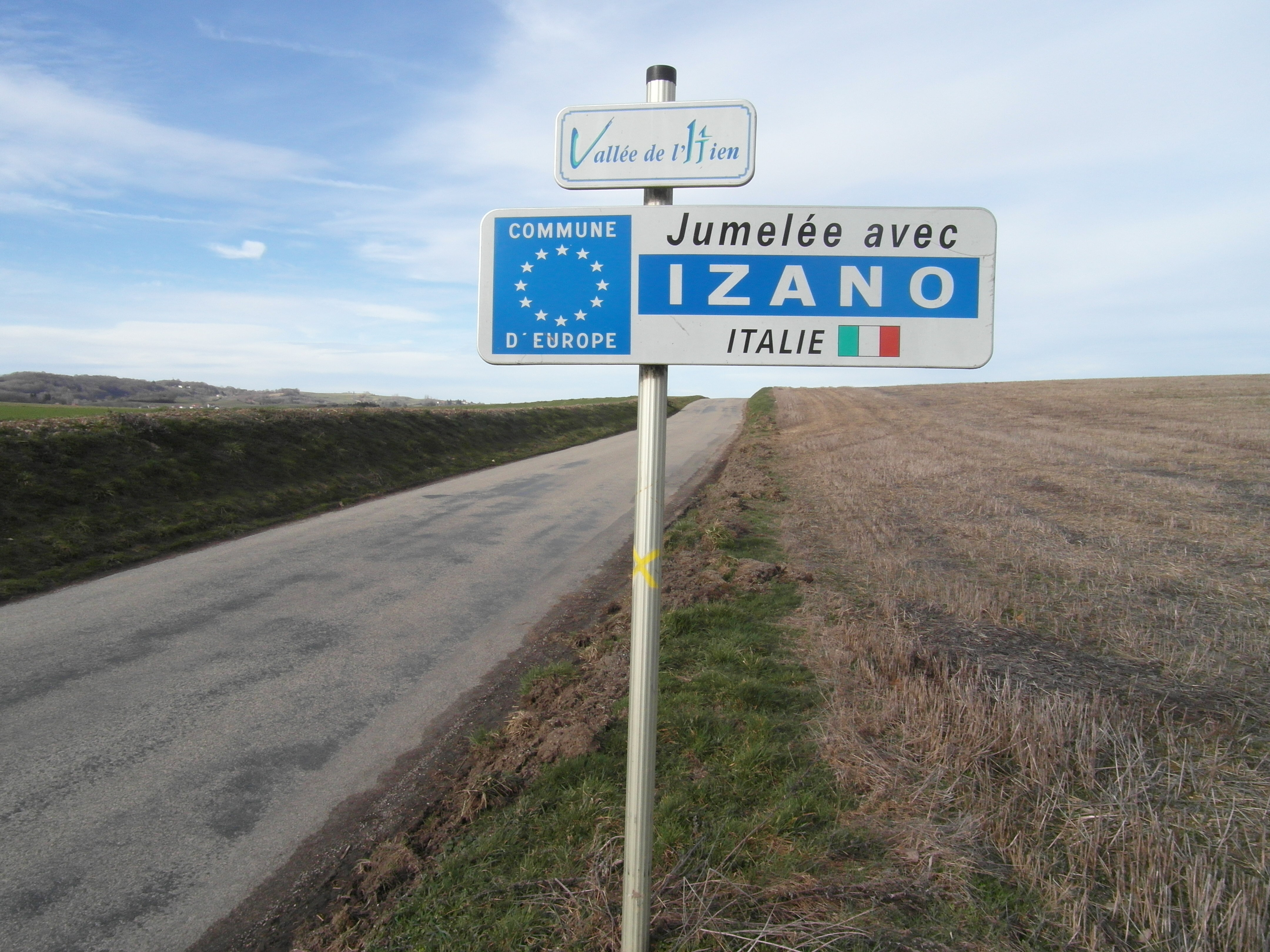
Panneau de la Communauté de communes de la vallée de l'Hien (Belmont)
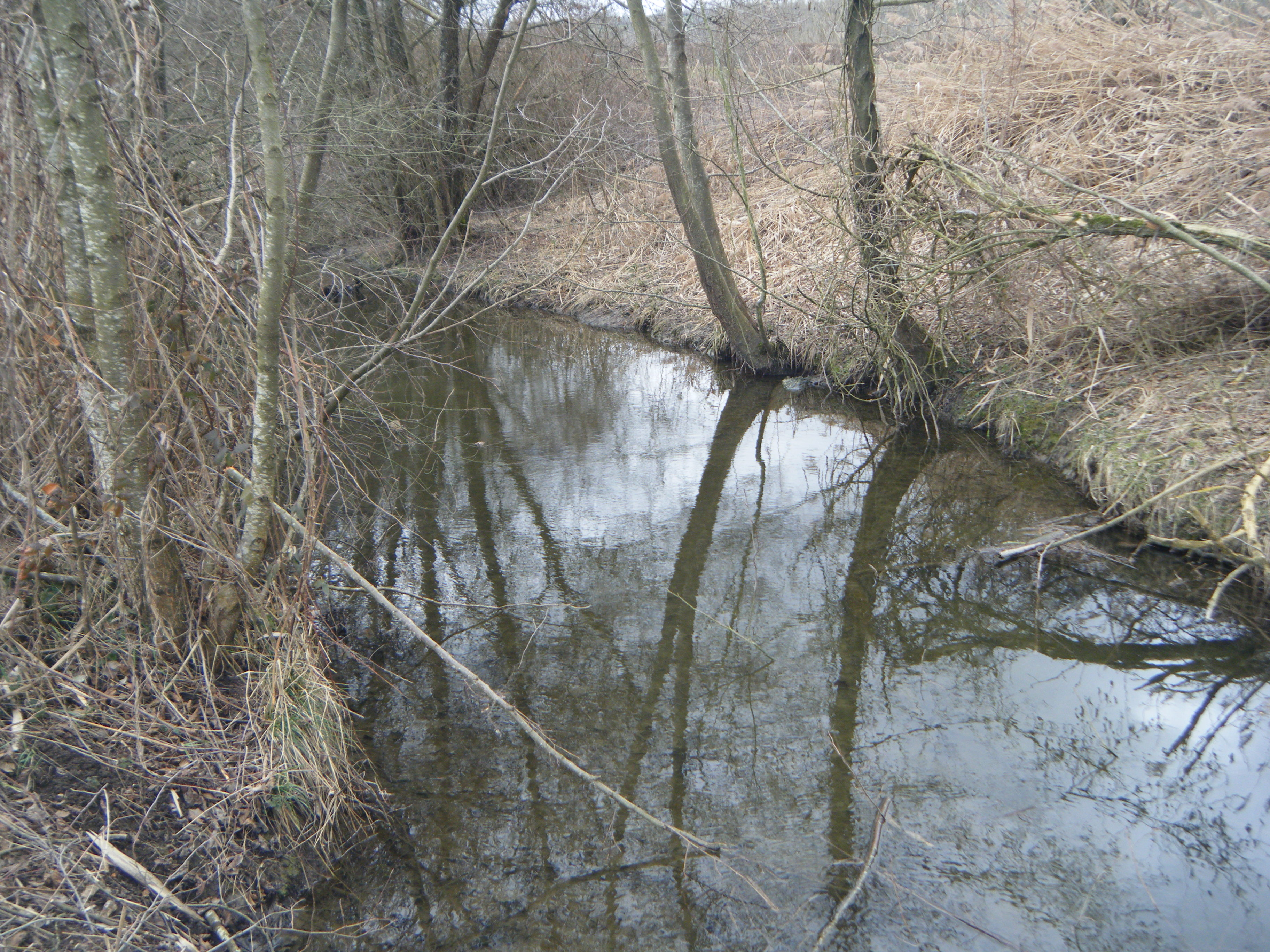
Le ruisseau de L'Hien en bas de Montrevel
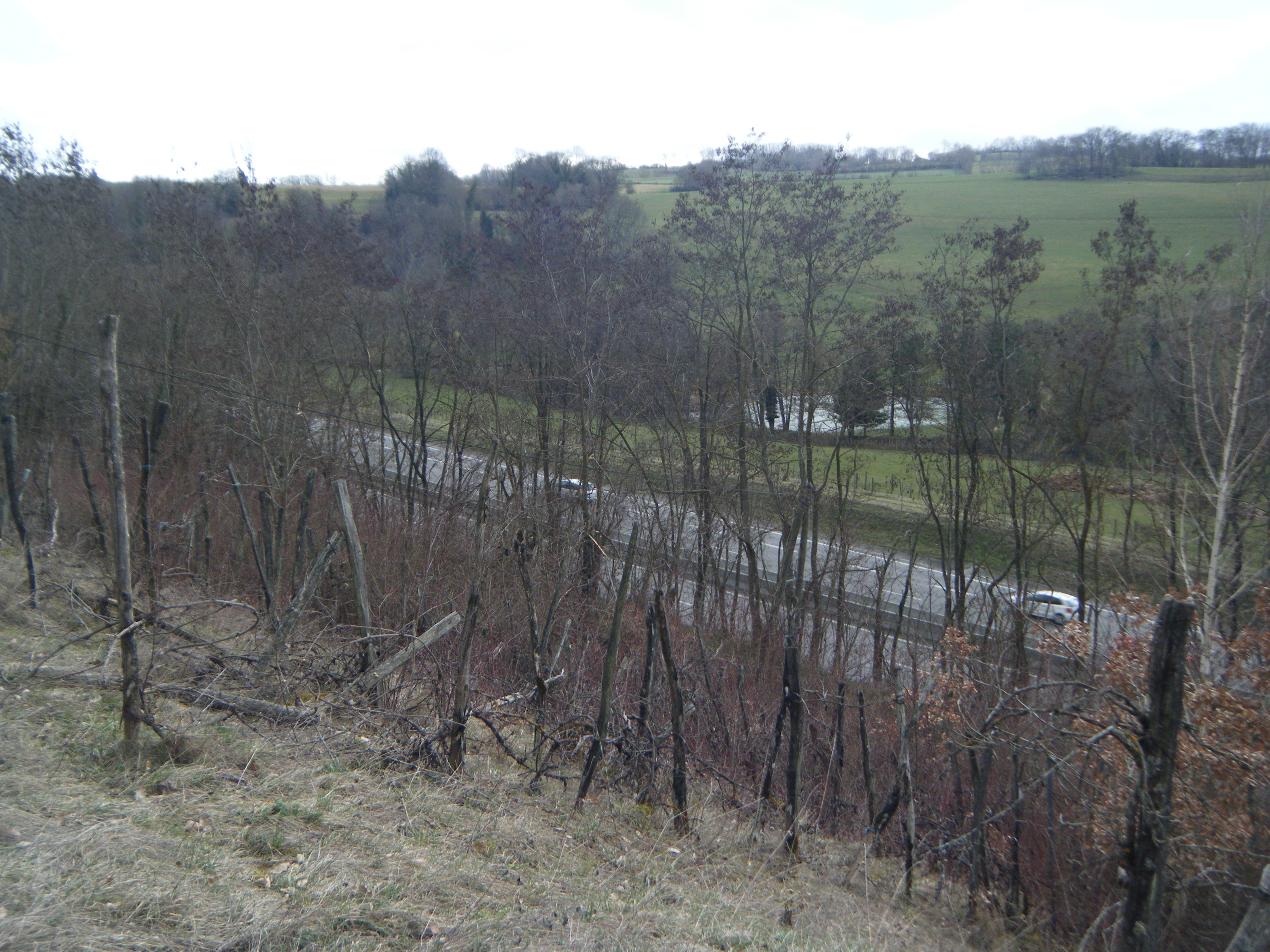
Étang du moulin près de l'48, non loin de la source

## Histoire
Le nom de cette petite rivière est liée à la création d'une collectivité, la communauté de communes de la Vallée de l'Hien. Celle-ci a ensuite fusionné au 1er janvier 2017 avec d'autres collectivités afin de créer la communauté de communes des Vals du Dauphiné dont le siège a été fixé à La Tour-du-Pin.
Il existe également un « comité de jumelage de la vallée de l'Hien ». À la suite de démarches, ce comité constitué d'habitants de la vallée de l'Hien a permis au dix communes de cette ancienne collectivité d'être jumelée de façon collective avec la petite commune italienne d'Izano italienne située dans la province de Crémone en Lombardie.

## Étymologie
Selon André Planck, auteur du livre L'origine du nom des communes du département de l'Isère, le nom de la rivière dérive du terme Doussi, lui-même dérivant  du mot latin « Dux » qui signifie « guide ». Selon cet auteur, cette petite rivière devait servir de guide au voyageur pour rejoindre la route de Bourgoin-Jallieu, depuis les hauteurs de Montrevel et de Châbons.